# 8. grenadirski polk (Italija)
8. grenadirski polk Granatieri di Toscana (izvirno italijansko 8° Reggimento Granatieri di Toscana ) je bil grenadirski polk, ki je deloval v sestavi Kraljeve italijanske kopenske vojske.

## Zgodovina
Polk je bil preoblikovan v 77. pehotni polk Toscana.